# Badminton bei der Völker-Spartakiade
Bei der Völker-Spartakiade wurden nur bei den letzten beiden Austragungen 1986 und 1991 Badmintonwettbewerbe ausgetragen.

## Die Sieger
| Saison | Herreneinzel    | Dameneinzel     | Herrendoppel                     | Damendoppel                   | Mixed                          | Team        |
| ------ | --------------- | --------------- | -------------------------------- | ----------------------------- | ------------------------------ | ----------- |
| 1986   | Andrei Antropow | Vlada Belyutina | Andrei Antropow Sergey Sevryukov | Lilya Galjamova Elena Rybkina | Andrei Antropow Irina Rozhkova | RSFSR       |
| 1991   | keine Daten     | keine Daten     | keine Daten                      | keine Daten                   | keine Daten                    | keine Daten |